# Herb gminy Tuczna
Herb gminy Tuczna – symbol gminy Tuczna.

## Wygląd i symbolika
Herb przedstawia na tarczy dzielonej w pas na dwa pola: górne błękitne i dolne zielone w polu górnym nazwę gminy, pod nią jabłko królewskie, nawiązujące do przywilejów dla pierwszych osadników (na pograniczu pól), a w polu dolnym dwie ręce, symbolizujące przyjęcie przywilejów i ciężką pracę rolników, przedzielone złotym kłosem zboża, symbolem rolniczego charakteru gminy.